# Vareaj, Sokal
Vareaj (în ucraineană Варяж) este localitatea de reședință a comunei Vareaj din raionul Sokal, regiunea Liov, Ucraina.

## Demografie
Componența lingvistică a localității Vareaj
     Ucraineană (99,89%)
     Alte limbi (0,11%)
Conform recensământului din 2001, majoritatea populației localității Vareaj era vorbitoare de ucraineană (99,89%), existând în minoritate și vorbitori de alte limbi.